# Plus Signs
Plus Signs är det sjunde soloalbumet av Burton Cummings som tidigare var med i gruppen The Guess Who utgivet 1990. Albumet har en tydlig pop-, rock- och balladkaraktär.

## Låtlista
1. The Workaday - 3:36 (Burton Cummings)
2. Permissible To Cry - 3:37 (Burton Cummings)
3. Friend Of Inertia - 4:15 (Burton Cummings)
4. Take One Away - 3:28 (Burton Cummings - Bill Iveniuk)
5. Cerebal World - 5:43 (Burton Cummings)
6. I'd Love To Talk - 3:19 (Burton Cummings)
7. The Rock's Steady - 4:13 (Burton Cummings)
8. One Day Soon - 3:18 (Burton Cummings)
9. Bridge In Time - 4:31 (Burton Cummings)
10. Boring Dreams - 6:21 (Burton Cummings)
11. Free - 5:09 (Burton Cummings)

## Medverkande
- Burton Cummings - sång, flygel, Hammondorgel, cembalo, Clavinet, Moog, mellotron

- Emax and Roland Programming and Keyboard - Danny Pelfrey
- Elektrisk gitarr - Mike Miller, Gary Putman, Philip Cough
- Akustisk gitarr - Edward Tree
- Trummor - Jeff Porcaro
- Percussion - Lenny Castro
- Basgitarr - Ian Gardiner, Mike Porcaro
- Saxofon - Jack Price
- Bakgrundssång - Beth Andersen, Donna Davidson, Rosemary Butler

- Producent Burton Cummings För CAPITOL RECORDS / EMI MUSIC CANADA 1990.
- Skivnummer CAPITOL Records C2-93938 (0 7777-93938 2)